# Ванюков, Александр Николаевич
Александр Николаевич Ванюков (26 июля 1912, Алексеевка, Тамбовская губерния — 18 ноября 1991, Дзержинск, Нижегородская область) — советский военнослужащий, участник Великой Отечественной войны, полный кавалер ордена Славы, командир отделения взвода разведки 282-го стрелкового полка, старший сержант — на момент представления к награждению орденом Славы 1-й степени.

## Биография
Родился 26 июля 1912 года в селе Алексеевка (ныне — Грибановского района Воронежской области). Окончил Борисоглебский техникум механизации. Работал бригадиром тракторной бригады.
В 1937 году был призван в Красную Армию. Служил в бронетанковых войсках. Окончил полковую школу, получил специальность механика-водителя танка. Остался на сверхсрочную службу.
Начало Великой Отечественной войны встретил на эстонской границе механиком-водителем 125-го танкового полка. 12 июля 1941 года был тяжело ранен, долго лечился в госпитале. На фронт вернулся только в середине 1942 года.
В составе 180-й танковой бригады сражался под Сталинградом и на Воронежском фронте. В боях под Воронежем уничтожил 12 орудий и до батальона вражеской пехоты. За эти бои получил первую награду — медаль «За отвагу». Летом 1943 года в бою на Курской дуге экипаж, в котором сражался Ванюков, подбил два вражеских «тигра». В одной из атак был вынужден таранить немецкий танк. Позднее участвовал в боях за освобождение украинских городов Киев и Житомир, Сарны и Ковель, Ровно и других. Был награждён орденом Красной Звезды. Член ВКП(б) с 1944 года.
Летом 1944 года в одном из боёв танк старшего сержанта Ванюкова был подбит, экипаж тут же вступил в бой вместе с пехотинцами и закончил атаку в пешем строю. С этого времени стал пехотинцем, разведчиком взвода разведки 282-го стрелкового полка 175-й Уральской стрелковой дивизии.
В наступательных боях с 10 августа по 15 сентября 1944 года старший сержант Ванюков во главе группы разведчиков совершил более десяти рейдов в тыл противника в районе города Варшава. Лично уничтожил 15 вражеских солдат и офицеров, столько же взял в плен.
Приказом от 26 июня 1944 года награждён орденом Славы 3-й степени.
Во время разведки боем в ночь на 23 ноября 1944 года в предместье города Варшава уничтожил до 10 фашистов и одного захватил в плен. Прикрывая отход группы, вынес с поля боя раненого бойца.
Приказом от 19 декабря 1944 года награждён орденом Славы 2-й степени.
В ночь на 15 января 1945 года группа захвата под его командованием скрытно преодолела реку Висла в районе города Варшава и захватила плацдарм на правом берегу, затем с ходу овладела мостом через реку и огнём поддерживала наступающие стрелковые подразделения полка. Лично сжёг штурмовое орудие, взял в плен несколько вражеских солдат. За этот бой был представлен к награждению орденом Славы 1-й степени.
В одном из боёв 30 апреля был тяжело ранен. День Победы встретил в госпитале.
Указом Президиума Верховного Совета СССР от 15 мая 1945 года за мужество, отвагу и бесстрашие, проявленные в боях с вражескими захватчиками, старший сержант Ванюков Александр Николаевич награждён орденом Славы 1-й степени. Стал полным кавалером ордена Славы.
В 1945 году демобилизован в звании старшины.
По направлению партийной организации работал председателем колхоза на Украине. 
Последние годы жил у сына в городе Дзержинске. Скончался в 18 ноября 1991 года. Похоронен на Желнинском кладбище города Дзержинске.
Награждён орденами Отечественной войны 1-й степени, двумя орденами Красной Звезды, орденами Славы 3-х степеней, медалями.